# Аве-Марія (Флорида)

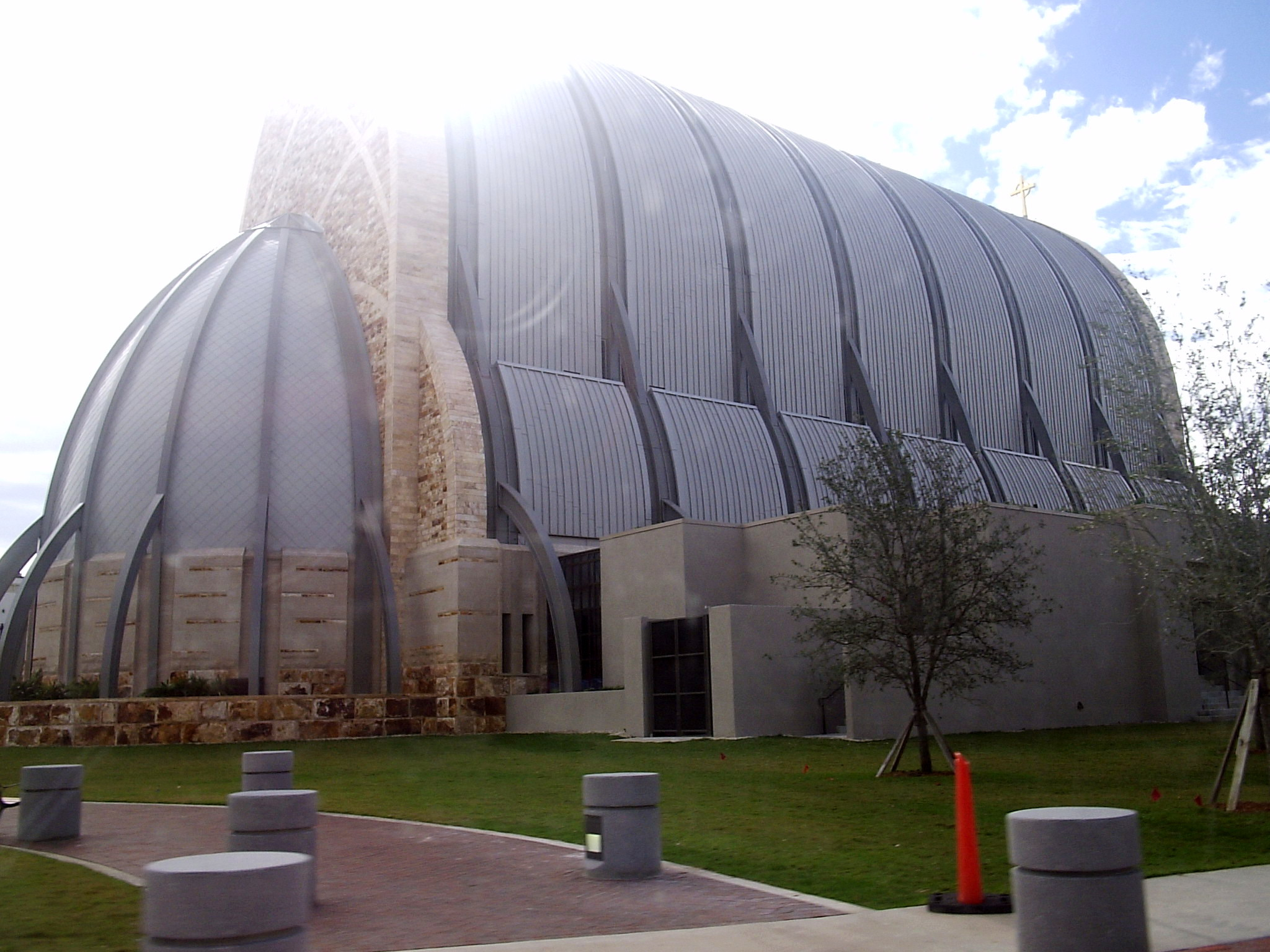
Собор в центрі міста Аве-Марія. Поряд з собором знаходиться католицький університет.

Аве-Марія — місто в штаті Флорида в США, в 150 км на північний захід від Маямі. Місто заснував  американський мільярдер Том Монаган з метою створити населений пункт, де будуть захищені традиційні католицькі цінності. В місті є католицький університет (див. Ave Maria University [Архівовано 13 червня 2018 у Wayback Machine.]). У 2008 році місто мало населення 1000 жителів, але місто продовжує швидко зростати, наразі має понад 25 тис. мешканців.